# Marie-Dominique-Auguste Sibour
Marie-Dominique-Auguste Sibour (4 de agosto de 1792 - 3 de enero de 1857) fue el arzobispo católico francés de París desde 1848 hasta 1857.

## Biografía
Nació en Saint-Paul-Trois-Châteaux en Drôme en 1792. Después de su ordenación sacerdotal en Roma en 1818, fue asignado a la Arquidiócesis de París. Fue nombrado canon de la catedral de Nimes en 1822, se hizo conocido como un predicador y contribuyó a L'Avenir. En 1837, para cubrir una vacante, fue elegido administrador de la Diócesis de Nîmes, y dos años después fue nombrado obispo de la Diócesis de Digne.
Su administración estuvo marcada por alentar los estudios eclesiásticos, un deseo práctico de aumentar la importancia de las funciones ejercitadas por su cabildo, y una observancia de formas canónicas en juicios eclesiásticos. Los mismos principios se mantuvieron durante su mandato en la Archidiócesis de París, motivo por el que fue llamada  para su adhesión puntual al gobierno nuevo después de la Revolución de 1848. Sibour era parte de la comisión ministerial la cual preparó el borrador del proyecto para las  Leyes de Falloux  en educación, las que aumentaron altamente la influencia del clero en las escuelas.
Sibour tuvo en 1849 un consejo provincial en París, y en 1850 un sínodo diocesano. En 1853 oficializó el matrimonio de Napoleón III, el cual le había nombrado senador el año anterior.
A pesar de que en su respuesta al Papa Pío IX él declaró la definición de la Inmaculada Concepción inoportuna, estuvo presente en la promulgación del decreto y poco después la publicó solemnemente  en su propia diócesis. La benévola cooperación del gobierno imperial le permitió cubrir las necesidades de las iglesias pobres en su diócesis y organizar varias parroquias nuevas. El 13 de mayo de 1856, dio a Pedro Julián Eymard permiso para fundar en la Arquidiócesis de París un Instituto Religioso nuevo que fue conocido como la Congregación del Sacramento Bendito. Él también se apuntó a introducir el Rito Romano en París y el cual fue progresando favorablemente  en esta dirección hasta el día de su muerte.

## Asesinato
Sibour fue asesinado en la iglesia de St. Etienne du Mont por el sacerdote Jean-Louis Verger, quién abiertamente admitió el delito.
El arzobispo Sibour puede ser el único clérigo asesinado en tiempos modernos debido a la visión de la doctrina papal de su asesino. Verger fue un adversario de la recientemente definida doctrina de la Inmaculada Concepción así como el celibato para el clero. Aun así,  él continuó siendo un alborotador, renegando frecuentemente de sus tareas, de las cuales, la mayoría era incapaz de cumplir debido a su mal genio. El juicio devenía, en su mente, un tornavoz para sus ideas. Este fue declarado culpable en el día del juicio (17 de enero de 1857) y sentenciado a muerte. Hasta el final, Verger estuvo convencido de que el emperador Napoleón III le perdonaría. Cuando este fue ejecutado en Las Prisiones de Roquette el 30 de enero de 1857, estuvo en un estado de pánico y miedo debido a no haber conseguido el perdón.